# Russocampus polchaninovae
Genre
Espèce
Russocampus polchaninovae, unique représentant du genre Russocampus, est une espèce d'araignées aranéomorphes de la famille des Linyphiidae.

## Distribution
Cette espèce est endémique de l'oblast de Belgorod en Russie,. Elle se rencontre dans le raion de Goubkine dans la steppes de la réserve naturelle de Belogorie.

## Description
Le mâle holotype mesure 1,78 mm et la femelle paratype 2,00 mm.

## Étymologie
Cette espèce est nommée en l'honneur de Nina Polchaninova.

## Publication originale
- Tanasevitch, 2004 : Two new erigonine spiders from the steppe of the east European plain (Aranei: Linyphiidae: Erigoninae). Arthropoda Selecta, vol. 13, no 1/2, p. 63-67 (texte intégral).